# Thomas Lengauer
Thomas Lengauer (Berlim, 12 de novembro de 1952) é um cientista da computação alemão.

## Publicações selecionadas
- Maydt, J., T. Lengauer: Recco: Recombination analysis using cost optimization. In: Bioinformatics, 2006
- Bock, C., M. Paulsen, S. Tierling, T. Mikeska, T. Lengauer, J. Walter: CpG island methylation in human lymphocytes is highly correlated with DNA sequence patterns, repeat frequencies and predicted DNA structure. In: PLoS Genetics 2, 3, e26. (2006)
- Zhu, H., F. S. Domingues, I. Sommer. T. Lengauer: Analysis and prediction of protein-protein-interaction types. In: BMC Bioinformatics 7, 1, Article 27 (2006)
- Kämper, A., J. Apostolakis, M. Rarey, C. M. Marian, T. Lengauer: Fully automated flexible docking of ligands into synthetic receptors using forward and inverse docking strategies. In: Journal of Chemical Information and Modeling (2006).

## Prêmios e condecorações
- 2003 membro da Academia Leopoldina
- 2003 Prêmio Karl Heinz Beckurts
- 2003 Medalha Konrad Zuse
- 2007 membro da Deutsche Akademie der Technikwissenschaften
- 2010 membro da Academia Europaea
- 2015 Prêmio de Ciências Hector[1]